# Pawl (automobilismo)
Pawl è stato un costruttore statunitense di auto da corsa presente nelle gare statunitensi nei primi anni 1950.
Tra il 1950 e il 1960 la 500 Miglia di Indianapolis faceva parte del Campionato mondiale di Formula 1, per questo motivo la Pawl ha all'attivo anche 3 Gran Premi in F1.